# Terellia orheana
Terellia orheana är en tvåvingeart som beskrevs av Valery Korneyev 1990. Terellia orheana ingår i släktet Terellia och familjen borrflugor.
Artens utbredningsområde är Moldavien. Inga underarter finns listade i Catalogue of Life.